# Hertzsprungův–Russellův diagram

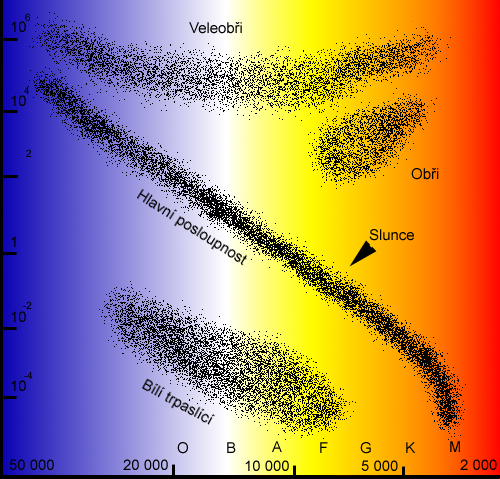
HR diagram

Hertzsprungův–Russellův diagram, zkráceně H–R diagram, HR diagram nebo HRD je zobrazení hvězd v souřadnicích spektrální třída resp. efektivní povrchová teplota na vodorovné ose a svítivost (zářivý výkon) nebo absolutní hvězdná velikost na svislé ose. Diagram vytvořili nezávisle v roce 1911 Ejnar Hertzsprung a v roce 1913 Henry Norris Russell a představoval významný krok k pochopení hvězdné evoluce.
Hvězdy nezaplňují celý diagram rovnoměrně, ale mají tendenci se shlukovat pouze v určitých oblastech diagramu. Nejvíce jich je v pásu označovaném jako hlavní posloupnost, který se táhne z levého horního rohu (nejjasnější a nejteplejší hvězdy) do pravého dolního rohu (nejméně jasné hvězdy s nejnižší povrchovou teplotou) a je označován římskou číslicí V. Zdrojem energie hvězd na hlavní posloupnosti je fúze vodíku na helium (proton-protonový cyklus). Na hlavní posloupnosti zůstávají hvězdy až 90 % svého života. Napravo nad hlavní posloupností je pás obrů a ještě výše jsou veleobři, nalevo pod hlavní posloupností je pás bílých trpaslíků. Mimo tyto oblasti se hvězdy vyskytují jen v těch fázích svého života, kdy přecházejí z jedné oblasti do druhé.

## Varianty HR diagramu
Existuje několik variant Hertzsprung-Russellova diagramu, všem je společné obecné rozložení: hvězdy s větší svítivostí jsou v horní části diagramu a hvězdy s vyšší povrchovou teplotou jsou v levé části diagramu.
Původní diagram zobrazoval spektrální třídu hvězd na vodorovné ose a absolutní magnitudu na svislé ose. Spektrální třída není číselná veličina, posloupnost spektrálních tříd je však monotónní posloupnost, která odráží povrchovou teplotu hvězdy. Moderní verze diagramu nahrazují spektrální třídu barevným indexem hvězdy (v diagramech vytvořených v polovině 20. století nejčastěji B-V index). Tato varianta diagramu je často používána pozorovateli. V případech, kdy je známo, že hvězdy jsou v přibližně stejné vzdálenosti, jako například v rámci hvězdokupy, se k popisu hvězd v rámci hvězdokupy často používá diagram, ve kterém je na svislé ose zdánlivá hvězdná velikost (magnituda). Pro všechny hvězdy v  rámci hvězdokupy totiž existuje jediný koeficient pro přepočet zdánlivé a absolutní magnitudy, nazývaný modul vzdálenosti.
V jiné verzi diagramu se vynáší efektivní povrchová teplota hvězdy na vodorovné ose a svítivost hvězdy na svislé ose, obvykle v log-log souřadnicích. Tato varianta se používá pro zobrazení teoretických výpočtů vývoje hvězd, mohla by se označovat diagram teplota-svítivost, ale většinou se označuje jako teoretický Hertzsprungův–Russellův diagram. Zvláštností této verze je, že teplota na vodorovné ose se vynáší obráceně - zleva doprava teplota klesá - usnadňuje to porovnání s předchozí verzí.
Obě varianty diagramu jsou podobné, astronomové však mezi nimi důsledně rozlišují. Důvodem je, že přesná transformace z jedné varianty na druhou je komplikovaná. Pro převod efektivní teploty na spektrální třídu (a naopak) je nutno znát vztah mezi barvou a teplotou, ten je však mimo jiné funkcí chemického složení hvězdy a může být ovlivněn dalšími faktory, jako například rotace hvězdy nebo změny barevného spektra (červenání - nezaměňovat s rudým posuvem) a pokles jasu v důsledku rozptylu a absorpce záření plynem a prachem v mezihvězdném prostoru. Při převodu svítivosti na absolutní magnitudu je kromě toho nutno znát vzdálenost (tj. modul vzdálenosti). Přímé srovnání teoretických předpovědí vývoje hvězd s pozorováními naráží na nejistoty při převodech mezi teoretickými veličinami a pozorováními.

## Vývoj hvězd na HR diagramu

### Hvězdy velmi malých a malých hmotností (do 1,4 MS)

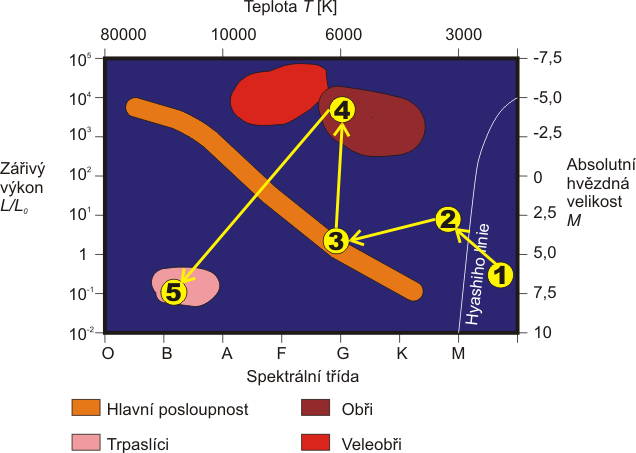
Hvězda o hmotnost M = 1 M_{S}

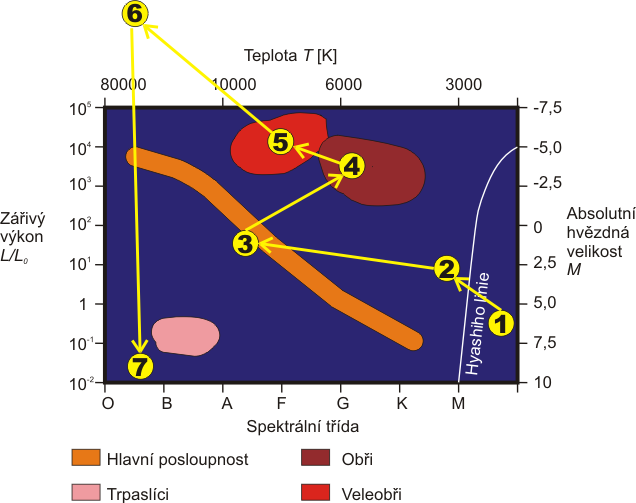
Hvězda o hmotnost M = 10 M_{S}

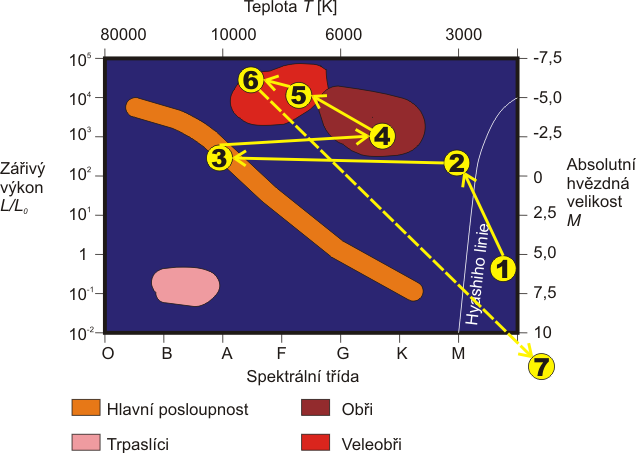
Hvězda o hmotnost M = 50 M_{S}

V bodě 1 se v mezihvězdném zárodečném mračnu začíná tvořit hvězda (často se rodí více hvězd a vznikají tak dvojhvězdy či dokonce hvězdokupy). Tato fáze trvá nejvýše několik set milionů let.
Nabýváním hmoty ze zárodečného mračna dochází ke gravitačnímu smršťování, které zvyšuje teplotu protohvězdy. Díky tomu se zažehnou jaderné reakce a protohvězda se stává hvězdou. K této proměně dochází na Hayashiho linii (bod 2). Ovšem z důvodu pomalého pohybu fotonu od středu hvězdy k povrchu se první záření dostane ven až za několik milionů let. V té době se „odfoukne“ většina zbylého zárodečného oblaku, z kterého se za několik set milionů let mohou vytvořit planety.
Ve hvězdě se postupně vyrovnává gradient tlaku plynu a gravitace a sestupuje na hlavní posloupnost (bod 3). Na hlavní posloupnosti se nacházejí hvězdy s termojadernou reakcí, při které je přeměňován vodík na helium. Stabilní hvězda s hmotností blízkou hmotnosti Slunce stráví na hlavní posloupnosti většinu svého aktivního života a září žlutooranžově, viz diagram. Zářivý výkon hvězdy je úměrný třetí mocnině hmotnosti – to znamená, že čím je hvězda hmotnější, tím rychleji spaluje svou hmotu a její život je kratší.
V této fázi se nalézá i naše Slunce, které zde setrvá ještě přibližně 5 miliard let. Za zajímavost stojí, že než foton z reakce v jádru hvězdy „vykličkuje“ ven, může to trvat až miliony let (je pohlcován a opět vyzařován v náhodném směru), zatímco od povrchu Slunce k nám je to jen 8 minut a 20 sekund.
Když hvězda spálí veškeré své zásoby jaderného paliva (vodíku), poklesne tlak fotonů a hvězda se začne vlivem vlastní gravitace rychle hroutit, což zapříčiní další zvýšení teploty. Zahříváním se v jádru opět zažehnou jaderné reakce avšak tentokrát se začne spalovat helium. Helium je přeměňováno na uhlík. Hvězda se tím značně rozepne a rozepnutím zchladne (bod 4), takže místo žluto-oranžově začne svítit oranžovo-červeně. Mluvíme proto o hvězdách ve stadiu rudého obra. Větší povrch však převáží úbytek teploty a hvězda září s mnohem větší intenzitou – zářivý výkon v tomto období hvězdy je úměrný čtvrté mocnině hmotnosti. V této době je hvězda o hmotnosti 1 MS stará přibližně 10 miliard let a dalších asi 5 miliard let v této fázi zůstane.
Po vyčerpání veškerého helia už ve hvězdě nemohou pro její nízkou hmotnost začít další jaderné reakce a hvězda se začne gravitačně smršťovat. Hvězda odhodí svou atmosféru a dojde ke gravitačnímu zhroucení do tzv. bílého trpaslíka (bod 5).Hmotnost bílého trpaslíka k zažehnutí další jaderné reakce již nestačí. To se týká ovšem hvězd s hmotností do cca 2,1 MS (teoreticky až 5 MS). Hvězdy hmotnější než je hmotnost uvedená se hroutí až do stavu zvaného neutronová hvězda – viz níže. Při původní hmotnosti vyšší než asi 5 MS nedojde k rovnováze ani ve formě neutronové hvězdy a hvězda nakonec přejde do stavu nazývaného černá díra.
Tím, že se všechna hmota původní hvězdy s hmotností do 2,1 MS zhroutí do průměru maximálně jen několika tisíc kilometrů, se zvýší hustota a teplota a bílý trpaslík proto září i bez průběhu jaderných reakcí.
Bílý trpaslík chladne velice pomalu, a proto hvězdy v tomto stavu setrvávají beze změn biliony let.
Hvězdy s hmotností pod přibližně 0,25 MS neprochází stádiem rudého obra a po vyčerpání zásob vodíku se hroutí přímo do stádia bílého trpaslíka. 
Poznámka:
- MS je hmotnost Slunce
- Příklad je uveden pro hvězdu o hmotnosti našeho Slunce

### Hvězdy středních a velkých hmotností (od 1,4 do 8 MS)
V bodě 1 se v mezihvězdném zárodečném mračnu začíná tvořit hvězda (často se rodí více hvězd a vznikají tak dvojhvězdy či dokonce hvězdokupy). Tato fáze trvá nejvýše několik set milionů let.
Nabýváním hmoty ze zárodečného mračna dochází ke gravitačnímu smršťování, které zvyšuje teplotu protohvězdy. Díky tomu se zažehnou jaderné reakce a protohvězda se stává hvězdou. K této proměně dochází na Hyashiho linii (bod 2). Ovšem z důvodu pomalého pohybu fotonu od středu hvězdy k povrchu se první záření dostane ven až za několik milionů let. V té době se „odfoukne“ většina zbylého zárodečného oblaku, z kterého se za několik set milionů let mohou vytvořit planety.
Ve hvězdě se postupně vyrovnává tlak plynu a gravitace a sestupuje na hlavní posloupnost (bod 3). Stabilní hvězda na hlavní posloupnosti stráví většinu svého aktivního života. Zářivý výkon hvězdy je úměrný třetí mocnině hmotnosti – to znamená, že čím je hvězda hmotnější, tím rychleji spaluje svou hmotu a její život je kratší.
Hvězda o hmotnosti 10 MS setrvá na hlavní posloupnosti přibližně 150 milionů let.
Když hvězda spálí veškeré své zásoby jaderného paliva (vodík), začne se vlivem vlastní gravitace hroutit, což zapříčiní další zvýšení teploty. Zahříváním se v jádru opět zažehnou jaderné reakce a začne se spalovat helium. Hvězda se tím opět rozepne, zchladne a dostane se do oblasti obrů (bod 4). Větší povrch však převáží úbytek teploty a hvězda září s mnohem větší intenzitou – zářivý výkon v tomto období hvězdy je úměrný čtvrté mocnině hmotnosti. V této době hvězda o hmotnosti 10 MS setrvá maximálně v řádu desítek milionů let.
Po vyčerpání veškerého helia se hvězda v důsledku své hmotnosti opět začne hroutit a tím i zvyšovat teplotu v jádru. Následkem toho zažehne další jaderné palivo – uhlík. Hvězda zvětší své rozměry i zářivost a v HR diagramu se dostává do oblasti veleobrů (bod 5).
Po vyčerpání i uhlíkového jaderného paliva se hvězda začne gravitačně hroutit. Rázová vlna však narazí na malé jádro a odrazí se zpět. Děj proběhne v řádu minut až desítek minut. Obrovské síly rozmetou plynnou atmosféru hvězdy a hvězda opouští hranice HR diagramu a stává se supernovou (bod 6) svítící intenzitou rovnou několika milionům Sluncí.
Po několika letech zůstane na místě hvězdy zhroucené jádro veliké jen několika kilometrů o hmotnosti přibližně 1,4 MS. Hustota takového jádra je obrovská – řádově 1017 kg/m3. Takto obrovská hustota rozdrtí i jádra atomů a vzniká tak tzv. neutronová hvězda (bod 7) obklopená mezihvězdným mračnem, které bylo v předchozích fázích rozmetáno do okolí.
Některé neutronové hvězdy s velikým magnetickým polem a vysokými otáčkami jsou pozorovatelné jako tzv. pulsary.
Zatímco od zrodu hvězdy do této fáze uplynulo přibližně 250 milionů let, neutronová hvězda zůstane v tomto stavu několik trilionů let.
Poznámka:
- MS je hmotnost Slunce
- Příklad je uveden pro hvězdu o hmotnosti M = 10 MS

### Nejhmotnější hvězdy (více než 8 MS)
V bodě 1 se v mezihvězdném zárodečném mračnu začíná tvořit hvězda (často se rodí více hvězd a vznikají tak dvojhvězdy či dokonce hvězdokupy). Tato fáze trvá nejvýše několik set milionů let.
Nabýváním hmoty ze zárodečného mračna dochází ke gravitačnímu smršťování, které zvyšuje teplotu protohvězdy. Díky tomu se zažehnou jaderné reakce a protohvězda se stává hvězdou. K této proměně dochází na Hyashiho linii (bod 2). Ovšem z důvodu pomalého pohybu fotonu od středu hvězdy k povrchu se první záření dostane ven až za několik milionů let. V té době se „odfoukne“ většina zbylého zárodečného oblaku, z kterého se za několik set milionů let mohou vytvořit planety.
Ve hvězdě se postupně vyrovnává tlak plynu a gravitace a sestupuje na hlavní posloupnost (bod 3). Stabilní hvězda na hlavní posloupnosti stráví většinu svého aktivního života. Zářivý výkon hvězdy je úměrný třetí mocnině hmotnosti – to znamená, že čím je hvězda hmotnější, tím rychleji spaluje svou hmotu a její život je kratší.
Hvězda o hmotnosti 50 MS setrvá na hlavní posloupnosti přibližně 100 milionů let.
Když hvězda spálí veškeré své zásoby jaderného paliva (vodík), začne se vlivem vlastní gravitace hroutit, což zapříčiní další zvýšení teploty. Zahříváním se v jádru opět zažehnou jaderné reakce a začne se spalovat helium. Hvězda se tím opět rozepne, zchladne a dostane se do oblasti obrů (bod 4). Větší povrch však převáží úbytek teploty a hvězda září s mnohem větší intenzitou – zářivý výkon v tomto období hvězdy je úměrný čtvrté mocnině hmotnosti. V této době hvězda o hmotnosti 50 MS setrvá maximálně v řádu desítek milionů let.
Po vyčerpání veškerého helia se hvězda v důsledku své hmotnosti opět začne hroutit a tím i zvyšovat teplotu v jádru. Následkem toho zažehne další jaderné palivo – uhlík. Hvězda zvětší své rozměry i zářivost a v HR diagramu se dostává do oblasti veleobrů (bod 5).
Po vyčerpání i uhlíkového jaderného paliva se hvězda začne gravitačně hroutit. Protože hmotnost hvězdy je veliká, zažehnou se další jaderné reakce těžších prvků, než je uhlík. Hvězda ještě zvětší svůj objem a posouvá se na HR diagramu do bodu 6. Koloběh jaderných reakcí přestane až vznikem železného jádra (železné jádro má totiž nejúsporněji řešenou stavbu atomového jádra a nelze získat energii z jeho termojaderné reakce). Tento stav nastává pro hvězdu o hmotnosti 50 MS ve stáří přibližně 180 milionů let.
Gravitační hroucení, jež následuje po vypálení veškerého jaderného paliva, je ukončeno přibližně po dalších 20 milionech let. Kvůli obrovské hmotnosti hvězdy převáží gravitační síly nad ostatními silami držící hmotu pohromadě a hvězda se zhroutí sama do sebe a opouští HR diagram jako černá díra (bod 7).
V této fázi černá díra vydrží mnoho miliard let.
Poznámky:
- MS je hmotnost Slunce
- Příklad je uveden pro hvězdu o hmotnosti M = 50 MS
- Ještě hmotnější hvězdy (přibližně hmotnější než 120 MS) by byly nestabilní a ve vesmíru se nevyskytují

## Horizontální větev

Znázornění vývoje hvězd v Hertzsprungově–Russelově diagramu; horizontální větev se nachází mezi MS a SubG u hvězd s hmotností 2 hmotnosti Slunce

Horizontální větev je oblast v Hertzsprungově–Russelově diagramu, v níž se nachází hvězdy o hmotnostech blízkých hmotnosti Slunce, které jsou ve fázi přeměny na červené obry. Došlo u nich ke spálení veškerého vodíku v jádře a vzniklé helium je během 3-alfa reakce spalováno na uhlík. Název oblasti v Hertzsprungově–Russelově diagramu pochází z toho, že tyto hvězdy zde leží přibližně ve vodorovné linii. Mnoho těchto hvězd jsou pulsující proměnné hvězdy nazývané hvězdy typu RR Lyrae.